# داریو دلگادو
داریو دلگادو (انگلیسی: Darío Delgado؛ زادهٔ ۳ دسامبر ۱۹۶۹) بازیکن فوتبال اهل اروگوئه است.

## حرفه‌ای
دلگادو بیشتر دوران حرفه‌ای خود را در اروگوئه با بازی برای مونته‌ویدئو واندررز در لیگ دسته اول فوتبال اروگوئه گذراند.
وی همچنین در تیم ملی فوتبال اروگوئه بازی کرده‌است.